# Nico Minoru
Nico Minoru (también conocida como Hermana Grimm) es un personaje que aparece en los cómics estadounidenses publicados por Marvel Comics. Creada por el escritor Brian K. Vaughan y el artista Adrian Alphona, el personaje debutó en Runaways vol. 1 #1 (julio de 2003). Como todos los miembros de los Runaways originales, Nico es la hija de los villanos que se hacen llamar «El Orgullo»; en su caso, ella es la hija de los magos oscuros. Al enterarse de la ocupación de sus padres, Nico se escapa con el resto de los Runaways, pero luego descubre que heredó su aptitud mágica. Cada vez que Nico sangra, un poderoso bastón emerge de su pecho, permitiéndole manipular magia.
Después de que los Runaways son traicionados por uno de los suyos en el primer volumen, Nico fue la líder de facto de su equipo de superhéroes no oficial y sin nombre, convirtiéndola en una de las pocas líderes de equipo de superheroínas japonesas-estadounidenses. La marca de Nico es su elaborado y adornado vestuario gótico. Nico es una hechicera como sus padres y bisabuela antes que ella y puede lanzar casi cualquier hechizo imaginable con su bastón, excepto que no puede lanzar el mismo hechizo dos veces, o el hechizo fallará y se producirá un efecto aleatorio. Nico usa su talento para compensar las acciones malvadas de sus padres y para evitar que alguien asuma el lugar del Orgullo en la cima del crimen organizado de Los Ángeles.
Desde su debut, Nico ha sido descrita como una de las heroínas LGBT más notables y poderosas de Marvel.
Nico Minoru fue interpretada por Lyrica Okano en la serie de televisión de Hulu Runaways, ambientada en el Universo cinematográfico de Marvel. Ella repitió el papel en el juego de rol táctico de 2022 Marvel's Midnight Suns. Una versión alternativa del personaje aparecerá en la serie animada de Disney+ Your Friendly Neighborhood Spider-Man (2025), con la voz de Grace Song.

## Historial de publicaciones
Nico Minoru apareció por primera vez en Runaways # 1 (julio de 2003) y fue creado por Brian K. Vaughan y Adrian Alphona.
En el lanzamiento original de Brian K. Vaughan para la serie, Nico se llamaba Rachel Messina. Sus padres aún eran magos, pero se hacían pasar por anticuarios ricos; Esta historia de portada se usó finalmente para los padres que viajan en el tiempo de Gert. La fuente de poder de Nico originalmente no iba a ser el Bastón de su madre, sino el libro de hechizos de Robert Minoru.
Nico Minoru apareció en Avengers Arena, una nueva serie de Dennis Hopeless y Kev Walker, así como su secuela, Avengers Undercover.
Nico aparece como uno de los personajes principales de A-Force, una spin-off femenino de los Vengadores totalmente femenina lanzada por G. Willow Wilson, Marguerite Bennett y Jorge Molina durante el crossover de Marvel Secret Wars.

## Biografía ficticia

### El Orgullo
Cada año, los padres de Nico se unen a otras cinco parejas en un evento de caridad; Un año, Nico y los otros niños espían a sus padres. Nico se sorprende al descubrir a su padre hablando de un encantamiento, y después de presenciar el asesinato de una niña inocente por parte de sus padres ("El Orgullo"), Nico se une a los demás en su saqueo masivo para huir de sus padres. Mientras huye, Nico se encuentra con sus padres. Su madre, empuñando un gran bastón con una bola al final ("el Bastón de Uno"), revela que ella y el padre de Nico son magos oscuros; entonces ella intenta meter el Bastón en el pecho de Nico. El cuerpo de Nico lo absorbe. Después es cortada por Dale Yorkes por el hacha de batalla, el Bastón reaparece de su pecho, lo que hace que Nico use la frase "Congelar" y congela a Stacey Yorkes. Se revela que Nico es una bruja y que el Bastón solo emerge cuando ella sangra. Algún tiempo después de salir corriendo, Nico toma el nombre de Hermana Grimm para escapar del nombre que sus padres le dieron, pero lo deja caer después de un tiempo. Después de que el líder del equipo, Alex se supera a sí mismo como el topo y es derrotado junto con el Orgullo, Nico es aceptado como la líder del grupo.

### Mystic Arcana
En 2007, el evento cruzado relacionado con la magia Mystic Arcana llena el vacío entre Runaways (volumen 1) # 17 y # 18, durante el breve tiempo de Nico en el Hogar del Padre Flanagan para Niños Góticos No Deseados. La historia comienza con Nico vestida con el atuendo de una niña de la escuela japonesa, afirmando que quizás es hora de dejar de lado la tendencia gótica. Pronto se la invita a ir a un club nocturno con sus amigos, donde conoce a la antigua rival de sus padres, Marie Laveau; Laveau busca vengarse de los padres de Nico por robar el Espejo Negro, una de las cuatro piedras angulares de la creación. Después de que Laveau le explica que necesita la sangre de Nico para activar el Espejo Negro, Nico le da a Leveau su sangre, mientras que también purga el Bastón de Uno. Los dos pelean, y Nico gana fácilmente. Nico intenta recuperar a Alex Wilder usando el Espejo, pero el hechizo falla, el Espejo se rompe y la última página del Darkhold se revela detrás del cristal. Laveau lo toma y huye, mientras que Nico acepta su lugar como paria con los Runaways.
El artista Dave Sexton reveló que Nico fue uno de los cuatro personajes mágicos elegidos para el arco de la historia porque cada personaje se relaciona con algunos temas elementales: Magik representa el aire y la lógica, el Caballero Negro representa la Tierra y las herramientas, la Bruja Escarlata representa el agua y emociones mientras Nico representaba fuego y varitas. Como Nico debe entregar sangre para producir su Bastón, el fuego y el sacrificio resultan ser muy similares al traje de "varitas" de Arcanos Menores de Tarot. Aunque C.B. Cebulski escribió la parte de la Hermana Grimm de Mystic Arcana, el creador de Runaways - Brian K. Vaughan ha prestado alguna asistencia.

### Como un fugitivo
Después de haber sido advertido de una amenaza futura llamado Victor Mancha, Nico y los Runaways encuentran y secuestran a Victor para interrogarlo. Después de que la madre de Victor es asesinada y el padre, Ultron, es destruido, Nico lo invita a formar parte del equipo, para enojar a algunos miembros, especialmente a Chase. Nico les asegura que está dispuesta a "arrancarle el maldito corazón [a Victor] si es necesario". Después de que Chase ata a Nico, él intenta sacrificarse con los Gibborim, Nico lo interpreta como un grito de ayuda y lleva a los Runaways a intervenir para detener el sacrificio de Chase. Los Gibborim en cambio intentan tomar a Nico, revelando que el alma de Nico es inocente, por lo tanto, adecuada para el consumo de los Gibborim. Victor rescata a Nico y los dos forman una relación. Después de derrotar a los Gibborim, Victor le pregunta a Nico qué está dispuesta a hacer si Chase hace algo como esto otra vez; Nico responde diciendo que está dispuesta a "arrancar el maldito corazón [a Chase]" si es necesario. Después de regresar a su guarida debajo de Rancho La Brea, Xavin se da cuenta de que había expuesto públicamente su ubicación, llamando la atención de Iron Man y S.H.I.E.L.D. Nico, entrando en su papel de líder, lidera a los Runaways en una escapada a campo traviesa de Iron Man y S.H.I.E.L.D.

### La Destructora de Brujas
Después de escapar de las autoridades, los Runaways se dirigen a Nueva York, donde Nico hace un trato ansioso con el Kingpin.En un giro retorcido de los acontecimientos, los fugitivos terminan desplazados en el tiempo en 1907, Nueva York, donde Nico es secuestrada y llevada a una mujer llamada "La Destructora de Brujas". La Destructora de Brujas afirma que es la bisabuela de Nico, y afirma que le enseñará a Nico a soportar más dolor y, por lo tanto, a manejar más magia con mayor habilidad. Ella maneja un arma similar al Bastón de Uno, con más adornos. Cuando se reúne con sus camaradas, es evidente un desarrollo significativo de las habilidades de Nico, donde ella puede flotar libremente, muestra más habilidad y confianza en los hechizos de lanzamiento y es capaz de usar un hechizo con un efecto más complicado que la mayoría de sus compañeros hasta el momento. Se reveló que Nico había obtenido el Bastón de los Brujos. Poco se da más información sobre cómo había terminado la reunión de Nico y su antepasado, aunque el Manual Oficial del Universo Marvel, la edición más reciente, dice que Nico había "escapado" de ella.Durante este período, Víctor se enamora de otra chica, corrompiendo su relación con Nico.

### Invasión Secreta
Durante la invasión extraterrestre de los Skrulls, Nico y los otros fugitivos permanecen brevemente en Nueva York después de regresar de 1907, confiando en que "esconderse a simple vista" sería suficiente para ocultar sus propias identidades y que sería mejor si le mostraron a Klara alrededor de su ciudad en el futuro antes de regresar a Los Ángeles. Sin embargo, para su sorpresa, una armada de naves Skrull atacó a Nueva York y sus civiles. Xavin, tratando de engañar a los invasores para que piensen que intenta ayudarlos, usa un campo de fuerza para eliminar a los Runaways; Nico y Victor todavía están conscientes, sin embargo, y atacan a Xavin, acusándola de ser una traidora. Xavin revela que está tratando de protegerlos y los convence de que los Skrull son demasiado peligrosos para luchar y les suplican que huyan al Leapfrog. Los Runaways finalmente se unen con los Jóvenes Vengadores para ayudar contra los invasores Skrulls. Nico insiste en liderar a su equipo para ayudar a los Jóvenes Vengadores a continuar la lucha contra los Skrulls, negándose a "huir". Sin embargo, Wiccan la insta a irse, alegando que si los Jóvenes Vengadores pierden, necesitarán los Runaways para salvarlos.

### Dead Wrong/Rock Zombies
Nico usa un hechizo ("dispersa") para dispersar a un grupo de invasores majesdanianos por todo el planeta. El hechizo, sin embargo, tenía efectos secundarios no deseados: dispersa emocionalmente a los Runaways. Victor se da cuenta de esto a tiempo, y Nico encabeza un escape masivo de los Majesdanianos que regresan. Poco tiempo después, los fugitivos se dan cuenta de que habiendo obedecido a Nico, rompieron el encantamiento. Independientemente, Xavin cambia de forma a Karolina y abandona la Tierra, para gran dolor de los otros fugitivos.
Más tarde, Nico usa el hechizo "Zombie Not" para convertir a un ejército de zombis de vuelta a los humanos; El hechizo, contraproducente, convierte a los zombis en un verdadero "zombie k no", creando así un zombie grande. Los Runaways deducen que después de que el Brujo de la Bruja torturó y entrenó a Nico, las habilidades mágicas de Nico se han incrementado enormemente.El mago de Val Rhymin le informa a Nico que el Bastón de Uno posee una habilidad mágica tremenda y que Nico, siendo joven, no debería usarla. El mago le roba el Bastón, para luego ser asesinado después de que el Bastón se defienda. Un silencioso Nico retira a su Bastón y advierte a los otros Runaways que no lo toquen.

### Dark Reign
En la ComiCon de Emerald City de 2009, el escritor Brian Bendis insinuó que Nico podría ser uno de los magos buscados por el antiguo Hechicero Supremo, Doctor Strange, dado que la búsqueda "aún no ha terminado". Aunque el título fue para el Hermano Voodoo, su imagen apareció como uno de los muchos candidatos que el Ojo de Agamotto consideró que asumió el papel del nuevo Hechicero Supremo.
Nico también hace un cameo que no habla en Strange # 4 (febrero de 2010) como uno de los magos poderosos que el Dr. Strange pide que deje de usar sus poderes durante una hora.

### Avengers Arena
Como parte de Marvel NOW! evento en las páginas de Avengers Arena, Nico es secuestrada por el villano Arcade y colocado en una versión especial de la isla de Mundo Asesino. El Bastón de Uno tiene su poder reducido drásticamente por una razón inexplicable, lo que le impide no solo ser capaz de actuar contra Arcade o la isla, sino que también requiere "docenas de hechizos" solo para cultivar con éxito alimentos para comer.Después de montar un ataque frontal en Apex y el Centinela de Juston Seyfert, Nico pierde el Bastón de Uno cuando es desmembrada por Chase (ahora en posesión de la armadura Darkhawk) y arrojado por un precipicio. Luego se arrastra hasta el Bastón de Uno e intenta lanzar la "ayuda" del hechizo, pero se desangra antes de que el Bastón pueda actuar. El Bastón luego la resucita, utilizando su pérdida masiva de sangre como un sacrificio para otorgarle el poder suficiente para desarmar a Mochila, destruir la armadura Darkhawk y derrotar a Apex atrapándola bajo tierra. Chase vuelve a su estado normal y luego ayuda a Nico y Reptil a luchar contra un Cullen poseído. En la batalla que sigue, Nara muere devolviendo a Cullen a su forma humana y el anacronismo se vuelve loco. Reptil le pide a Nico y Chase que le ayuden a romper la pelea, pero Nico insiste en que ella y Chase se mantienen fuera de esto. A la orden de Nico, Chase luego se convierte en Darkhawk y en Reptil como parte de un plan secreto que él y Nico idearon. Chase mostró arrepentimiento de tener que atacar a Reptil. Cuando Chase se negó a dejar que Cammi detuviera a Nico, ella le rompió el brazo y la pierna, tomando el amuleto Darkhawk para evitar que Nico matara a todos. Cammi le da a Chase el amuleto de nuevo cuando Apex desata insectos, el tifón sensible y la arena armada para atacar a los adolescentes restantes en Mundo Asesino. Poco después, Deathlocket detiene la lucha matando a Apex, y todos pueden escapar de Mundo Asesino y dispersarse.

### Avengers Undercover
Una vez que se conoció la noticia de los secuestros de Arcade, Nico y los otros Sobrevivientes del mundo del asesinato se hicieron infames. Nico se ha teñido el pelo ligeramente rojo y aún tiene el brazo de bruja que ganó en la pelea con Apex. También tiene el poder de teletransportarse y crear hechizos flotantes y de camuflaje. Para horror de los otros Runaways, ella y Chase pelean durante una de las entrevistas de Chase en el programa de entrevistas, criticando a Chase por romper su pacto de silencio, que se hizo discutible cuando Arcade lanzó el video. Ella entonces teletransportó a Chase lejos del set. Sin embargo, cuando el anacronismo revela que Bloodstone ha desaparecido, todos los sobrevivientes se unen para dirigirse a Bagalia para encontrarlo En su camino, Nico reprende a Chase por decir que son "familiares", señalando que él solo vino con ellos porque ella lo hizo. Una vez que encuentran a Bloodstone, él revela que disfruta la vida entre los villanos, y los otros, menos Cammi, también comienzan a disfrutarla. Nico intenta convencer a Bloodstone para que vuelva con ellos, pero él se niega. Daimon Hellstrom ha estado ayudando a Cullen a controlar a su monstruo y él también se ofrece a ayudar a Nico con sus poderes mejorados. Cuando Cammi intenta decirles a los demás que se vayan, Bloodstone, en cambio, hace que Hellstrom se teletransporte al grupo a la última fiesta de Arcade para que puedan enfrentarlo. Hazmat aprovecha esta oportunidad para matar a Arcade. El Barón Zemo les dice que tienen dos opciones, unirse a él o ser devuelto a la superficie para ser castigado por S.H.I.E.L.D. A Nico se le ocurre una tercera opción, simula que te unes a Zemo y destruye su organización desde adentro. Ella trabaja estrechamente con Hellstrom para fortalecer sus poderes mágicos. Eventualmente, se alimentan involuntariamente de la información de los Vengadores plantada por Zemo para atrapar a los Vengadores en Bagalia y luego robar el helicóptero de S.H.I.E.L.D. Cammi detiene a Zemo y revela que Arcade está vivo. Ya que solo un doble cuerpo fue asesinado, S.H.I.E.L.D. retira cualquier cargo contra los adolescentes. Ella fue vista por última vez disfrutando de unas vacaciones en un lago con el resto del grupo en el último número de la serie.

### A-Force
Durante la historia de Secret Wars, A-Force, los defensores de la nación matriarcal Battleworld de Arcadia, responde a un ataque de megalodón durante una patrulla de rutina. Durante el ataque, América Chávez arroja al tiburón a través del Escudo, el muro que separa sus fronteras, rompiendo así las leyes del Emperador Doom y posteriormente es arrestado por los ejecutores de Doom, el Cuerpo de Thor. A pesar de las apelaciones de She-Hulk, la baronesa de Arcadia, Chávez es sentenciado a pasar el resto de su vida en la pared. En respuesta, She-Hulk encarga a los sub-marineros: Namor, Namorita y Namora. Para encontrar la fuente del ataque megalodon. Mientras tanto, Nico, lamentándose por la pérdida de Chávez, se encuentra con una misteriosa figura que cayó del cielo. Los sub-marineros descubren un extraño portal en las profundidades del océano, pero implosiona a medida que se acercan. Más tarde, a instancias de Loki, Minoru presenta a su nueva amiga a She-Hulk. Cuando Medusa acusa al extraño, un universo de bolsillo sensible, de crear el portal, un centinela se cae de otro portal y ataca al equipo. Durante la lucha, el recién llegado salva a Dazzler y convence a She-Hulk de que ella no es la causa. Después de destruir al centinela, She-Hulk decide viajar a través del portal aún abierto e investigar la fuente por sí misma. She-Hulk llega a un Manhattan post-apocalíptico y después de un breve encuentro con más centinelas, el Cuerpo de Thor la persigue de regreso a Arcadia. Los Thor Corps lo siguen en su búsqueda, pero Medusa logra repelerlos al portal y muere en el proceso. Cuando regresan los Thor Corps, She-Hulk alerta a los ciudadanos de Arcadia que hay un traidor entre ellos que está propagando el descontento y jura llevarlos ante la justicia mientras ella y otros A-Forcers se esconden dentro del recién llegado. El recién llegado contrabandea A-Force fuera de la ciudad. Allí, She-Hulk se da cuenta de que la energía de los portales es de Asgard. Origen y deducen que el traidor es Loki. Con A-Force ilegalizada, Loki será coronada como la nueva baronesa de Arcadia, pero es atacada preventivamente por A-Force. Después de que Loki es derrotado, lanza una explosión final de energía que rompe el Escudo, permitiendo así a la horda de zombis en el otro lado para entrar. A medida que la horda se acerca, She-Hulk reúne a la Fuerza A, al Cuerpo de Thor y otros héroes en defensa de Arcadia. Durante la lucha, los zombis comienzan a abrumar a la ciudad, pero el recién llegado, ahora llamado Singularity, absorbe a toda la horda y se sacrifica en el proceso. Tras la batalla, el Cuerpo de Thor arresta a Loki cuando A-Force comienza la reconstrucción de Arcadia. Mientras tanto, She-Hulk consuela a Minoru, quien todavía está de luto por la pérdida de sus amigos, diciéndole que cree que Singularity vive.
Siguiendo la trama de Secret Wars, Singularity despierta en el universo primario de la Tierra-616 y descubre a Carol Danvers rápidamente.Pero Danvers no la reconoce. Sin el conocimiento de Singularity, está siendo perseguida por un similar llamado Antimatter. Mientras Danvers se enfrenta a la Antimateria, Singularity huye a la ciudad de Nueva York. Con Antimatter todavía en búsqueda, Singularity localiza a She-Hulk, que tampoco la recuerda, y le pide ayuda. Mientras los dos luchan contra la Antimateria, Medusa llega con refuerzos y toma la Singularidad bajo custodia. Después de que Antimatter mata a uno de los soldados de Medusa, lanza Singularity y teletransporta a Antimateria a la luna. Al darse cuenta de que los ataques físicos tienen poco efecto en la Antimateria, Singularity transporta a She-Hulk, Medusa y a sí misma a Japón para buscar la ayuda de Minoru. Cuando la Antimateria regresa, Minoru lanza un hechizo que hace que se deshaga temporalmente. El hechizo compra a las mujeres en algún momento durante el cual Danvers sugiere que la Antimateria puede ser susceptible a niveles intensos de partículas de luz. Luego viajan a Miami para reclutar a Dazzler, tal como lo hace Antimateria. Dazzler golpea a Antimateria con todo lo que tiene en vano, pero le da a Danvers tiempo para activar un dispositivo de contención que ella diseñó. Cuando Antimateria sobrecarga el dispositivo, Singularity hace que Minoru elimine la capacidad de seguimiento de Antimateria y transporte al equipo a El Pico. Cuando Antimateria finalmente llega a El Pico, She-Hulk le ordena a Singularity que se quede atrás, mientras que el resto del equipo se va a unir a Antimateria. Después de que fracasan las conversaciones, Antimatter hiere a Dazzler y, a su vez, She-Hulk decapita a Antimatter. Enfurecido por la muerte de Dazzler, Singularity sale para enfrentarse a una Antimateria recuperada, uno a uno. Mientras Singularity lucha contra la Antimateria, el Dr. Tempest Bell, el científico líder de El Pico, desarrolla una bomba capaz de destruir la Antimateria pero denotando que también matará a la Singularidad. She-Hulk, Minoru y Danvers van a reforzar Singularity, mientras que Medusa coloca la bomba dentro de Antimatter. Justo cuando la bomba explota, un Dazzler revivido llega con un teletransportador dimensional y aleja Singularity de la explosión. Con la antimateria destruida, el equipo celebra en un restaurante cuando Singularity percibe una perturbación cuando los restos de Antimateria abren los portales abiertos a otros mundos. En Astoria, Oregon, A-Force rastrea a un dragón de Battleworld llamado Countess y descubre que está siendo perseguida por una versión alternativa de Dazzler que pertenecía al Cuerpo de Thor. A-Force se une a Dazzler Thor en combate, lo que hace que la condesa se retire. Mientras los héroes esperan el regreso de la Condesa, Dazzler le confiesa a Dazzler Thor que ella ha sido infectada por la Niebla Terrigena y se esta muriendo. Cuando llega la condesa, ella toma el control de Minoru, quien luego incapacita al equipo. She-Hulk, Medusa, Dazzler, Dazzler Thor y Danvers se despiertan en una celda en Astoria para descubrir que sus poderes se han ido y que la población está bajo el control de la condesa. Después de que She-Hulk se burla de la condesa, hace que Minoru la vuelva a ella contra los demás. A medida que la pelea con She-Hulk lleva al equipo lejos de la ciudad y sus poderes regresan, la condesa hace que Minoru convierta sus pies en zapatos de cemento.y arrastrarlos bajo el agua. Cuando el equipo está a punto de ahogarse, Minoru les ordena respirar. Una vez fuera del agua, She-Hulk envía a la mitad del equipo para distraer a la condesa, mientras que los otros rescatan a Minoru. Después de ser rescatado, Minoru revela la verdadera naturaleza de los poderes de la condesa y regresa con Dazzler y Dazzler Thor para enfrentar a la condesa. Minoru convence a la condesa de cambiar de actitud cuando Dazzler Thor sucumbe a los efectos compuestos que la Niebla Terrigena está teniendo en su sistema de otro mundo. Después de que el cuerpo de Dazzler Thor desaparece, Dazzler advierte a sus compañeros de equipo que puede sufrir un destino similar.

### Civil War II
Durante la historia de la Segunda Guerra Civil, después de que She-Hulk fue gravemente herida en una batalla con Thanos, Danvers le dice a Minoru que el Inhumano Ulysses tuvo una visión de su asesinato de una mujer llamada Alice. Al negarse a ser arrestada por un crimen que aún no ha cometido, Minoru huye a una casa de seguridad en Ouray, Colorado. Sin el conocimiento de Minoru, la ciudad está siendo atacada por un enjambre de insectos gigantes. Minoru encuentra a Elsa Bloodstone. Bloodstone informa a Minoru que el ataque es el resultado de una infección que está convirtiendo a la población en insectos y la lleva a conocer a Janine, cuya hija Alice ha desaparecido durante la conmoción. Mientras tanto, Danvers y Medusa corren para encontrar a Minoru antes que Dazzler y Singularity, que no están de acuerdo con sus métodos. Danvers y Medusa encuentran a Minoru y Bloodstone justo antes de que lleguen Dazzler y Singularity. Después de una breve confrontación, acuerdan dividirse en dos equipos: uno para encontrar a Alice y el otro para proteger a los civiles. Mientras buscaban a Alice en una mina abandonada, Danvers, Minoru y Bloodstone son atacados por un insecto gigante. El error incapacita a Danvers y Bloodstone antes de comunicarse telepáticamente con Minoru que ella es Alice y que, sin darse cuenta, ha estado infectando a la gente del pueblo después de su transformación. Alice le dice a Minoru que matarla es la única forma de salvar a la gente. Cuando Minoru se niega, una Bloodstone infectada amenaza con matar a Danvers. Medusa, Singularity y un Dazzler infectado son invadidos por insectos y se reagrupan con los demás justo cuando Bloodstone infecta a Danvers. Después de que Dazzler infecta a Medusa, Minoru lanza un hechizo para transformar a Alice de nuevo en un ser humano, pero no cura al resto de la población. Alice explica que debe ser asesinada y Minoru lanza un hechizo de muerte a regañadientes sobre Alice que transforma a los infectados en humanos. Alice luego se fusiona en su forma final y le dice a A-Force que ya no es una amenaza ya que ahora tiene un mayor control de sus poderes. Cuando termina la conmoción, Danvers y Minoru continúan en desacuerdo sobre las acciones de los demás, pero aceptan visitar a She-Hulk juntas en el hospital.

### Academia Strange
Nico Minoru se convirtió en profesora en la Academia Strange, donde enseña Hechizos Creativos y co-enseña Defensa Contra Vampiros junto a Magik.

## Poderes y habilidades

### Lanzamiento de hechizos
Nico, siendo una bruja, usa la magia como su arma. En los primeros números, su única arma había sido el Bastón de Uno, un antiguo bastón mágico que puede lanzar cualquier hechizo imaginable. El personal, sin embargo, viene con dos limitaciones; Primero, y más importante, Nico no puede lanzar el mismo hechizo dos veces, o el hechizo fallará y se producirá un efecto aleatorio; por ejemplo, la segunda vez que trató de lanzar "Freeze", produjo pelícanos, y la segunda vez que intentó lanzar un hechizo de "Fumigación", el personal teletransportó a Nico y Karolina millas en el desierto de Los Ángeles. La segunda limitación del Personal de Uno es que no se puede usar para traer a la gente de entre los muertos. Nico descubrió esta limitación cuando trató de resucitar a Alex Wilder, y explicó por qué no podía revivir por arte de magia la futura versión de Gertrude Yorkes. Tina Minoru, la dueña del personal anterior a Nico, menciona que el Estado Mayor hizo incluso temblar a Dormammu (una entidad demoníaca con vasto poder mágico que sobrepasa hasta la del Hechicero Supremo) y que dio al portador ". El poder del pasado, presente y futuro "y haría que su portador" imparable". Tina también es capaz de hacer hechizos, ni que decir tiene que, como es evidente cuando se convierte a sí misma, Robert Minoru, y los Steins en sus trajes del bandido. En la Guerra Civil: Jóvenes Vengadores / Runaways, Nico lanzó con éxito un hechizo de túnel usando una frase latín que le fue suministrada por la Visión, incluso sin saber su significado.
Sólo Nico puede convocar al Bastón, pero inicialmente, cualquiera podría lanzar hechizos con él. Cuando no está en uso, el personal se retira a su cuerpo, lo que Nico describe como "sentir que tengo algo en mi ojo, pero en lugar de mi ojo, es... es mi alma". Para convocar al Bastón, Nico derrama sangre y recita automáticamente "Cuando se derrame sangre, deje que emerja el Bastón de Uno". Al principio del volumen uno, Nico se cortaba para liberar el Bastón, a menudo usando la navaja de Chase. A medida que avanzaba la serie, Nico encontró formas alternativas de hacerse sangrar, incluso cepillarse las encías durante largos períodos de tiempo y hacer que el Deinonychus Compasión de Gert se mordiera el brazo; Durante su ciclo menstrual mensual, Nico no necesita cortarse para evocar al Personal. El Bastón siempre emerge del centro de su pecho, y pasa a través de la ropa que está usando sin dañarlo o a Nico. Sin embargo, el Bastón dañará a cualquier persona o cosa directamente en su camino cuando sea expulsado del cuerpo de Nico. Por ejemplo, el Bastón emergió después de que el vampiro Topher comenzó a drenar la sangre de Nico y se perforó directamente a través del centro de su pecho. Nico no puede controlar realmente qué tipo de efecto tendrán sus hechizos: debe evocar recuerdos dolorosos para lanzar un hechizo, así como imaginar cualquier cosa que la haga sentir culpable. En la serie Mystic Arcana, se dice que Nico tiene un potencial mágico mucho mayor de lo que ella había pensado, como la última heredera viviente del Clan Minoru; Nico agobia a Marie LaVeau en cuestión de momentos, a pesar de toda la experiencia y el poder mágico de Marie, y descubre que las raíces de su legado familiar son más profundas de lo que ella había imaginado, siendo su única persona viva capaz de desbloquear el Espejo Negro. A Nico se le dice que ella ha pisado el Sendero Oscuro y que ella y Marie se volverán a encontrar, "porque todos los que pisan el Sendero Oscuro están destinados a recorrer ese camino juntos". En ocasiones, sin embargo, ha lanzado hechizos sin tener que recurrir al Bastón, como crear una imagen de Alex Wilder en la palma de su mano. El tiempo y el espacio también son limitaciones cruciales del poder del Bastón: todos los hechizos que se muestran emitidos solo tienen un efecto temporal, y los efectos de estos hechizos se debilitan a medida que aumenta la distancia entre Nico y el objetivo.
En Runaways vol. 2 # 17, se revela que si Nico entra en el camino de las cenizas de los magos muertos, sus poderes no funcionarán en absoluto.

### Magia Extendida
El tiempo de Nico con el Witchbreaker le ha otorgado una versión más nueva del personal del Uno, similar a la original pero con más adornos y un anillo más grande (la pelota en el Personal original también se quita). Nico ahora puede ejercer sus poderes y lanzar hechizos con mayor habilidad que antes, incluso flotando bajo sus propios poderes en lugar de utilizar el Estado Mayor, ya que Nico había lanzado una variedad de encantamientos de levitación antes. Además, Victor Mancha también pregunta cómo Nico está flotando, al parecer indicando que esto no era de hecho de la magia del Personal. Nico ahora puede lanzar una variedad de hechizos sin usar su Personal, acercándola a las habilidades de sus padres. Se desconoce dónde se encuentra ahora el Personal of One, aunque su nuevo personal, independientemente de sus orígenes precisos, Es convocado exactamente en el mismo método que el primero.
Más recientemente, el personal de Nico ha mostrado una habilidad para defenderse. El Bastón ahora reacciona violentamente contra alguien que no sea Nico que intenta usarlo, convirtiéndose en un demonio o dragón y devorando a ese individuo.
Más tarde, en Daken: Dark Wolverine, demuestra que sus hechizos pueden ser extremadamente detallados cuando congela a Daken con "Congelar a la temperatura exacta y la apariencia estética de una paleta barata de un 7/11", aunque todavía tiene la regla de "Un hechizo". 
Después de su asesinato por Apex y su posterior resurrección, Nico una vez más recibió un nuevo Bastón de Uno con un nuevo diseño en la parte superior. Este bastón también era más corto y no se extendía hasta el suelo, podía ser tocado por cualquiera (como lo demostró Apex), y podía ser convocado de nuevo a Nico al mando. A Nico también se le otorgó un nuevo brazo izquierdo donde podía realizar hechizos sin sostener el Bastón de Uno. Según el Alex resucitado, el brazo izquierdo era claramente un conducto de magia oscura más poderoso que incluso el Bastón de Uno. Esta mejora incrementó sus poderes oscuros y le permitió entrar en una rabia ciega donde su magia es más poderosa, ya que corre puramente por instinto.

### Atributos de carácter y personalidad
Nico es una japonés estadounidense. También se muestra que es una persona muy emocional. Ella expresa sentimientos por Alex Wilder durante su escapada original, pero es vacilante para iniciar un romance. Después de Alex la salva de un ataque de vampiros algún tiempo después, ella comienza a salir con él. Este patrón de aferramiento a las personas durante situaciones estresantes y / o intensas sigue a Nico durante el resto de la serie. A pesar de esto, Nico demuestra su lealtad a los Runaways, cuando Alex traiciona al grupo y le ofrece un asiento en el nuevo mundo prometido por los benefactores bíblicos del Orgullo, los Gibborim. Ella rechaza la oferta de Alex brutalmente y ayuda a llevar a sus amigos a un lugar seguro. Nico es enviada al Hogar del Padre Flanagan para niños góticos no deseados. Sin embargo, el grupo organiza una fuga masiva de sus hogares para comenzar la vida como vigilantes de tiempo completo; Nico es generalmente aceptada como líder del equipo de facto.
Cuando Nico toma la posición de liderazgo, prueba que tiene la inteligencia y el coraje para tomar decisiones difíciles. Un ejemplo notable es una decisión arriesgada al dejar que Xavin se enfrente al propio Geoffrey Wilder resucitada que dice "Xavin sabía los riesgos". En otro incidente donde The Punisher los sostenía a punta de pistola y fue herido de gravedad al ser golpeado en el estómago por Molly, cuando los demás expresaron su preocupación por su condición, Nico declaró rotundamente que "no iba a desperdiciar una curación" en deletrear sobre él. Nico también besa a Chase después de que él se aleja de una situación potencialmente fatal con un traficante de drogas interdimensional; esto provoca una pelea entre Nico y la novia de Chase, Gert, que casi disuelve el equipo desde adentro. La muerte prematura de Gert envía a Nico a los brazos de Víctor Mancha, con quien ella revela que tiene la costumbre de correr hacia las personas cuando está angustiada. Ella sufrió la culpa del sobreviviente con respecto a la muerte de Gert. Sus inseguridades y confusión sobre su vida romántica la persiguen en un sueño, donde sus padres fallecidos reprendieron a Nico por actuar como una "zorra" (por besar a Alex, Topher, Chase y Victor). Nico admite que está confundida, pero ella pensará "quién y qué le gusta a ella" y luego los mata. Ella comienza una relación con Victor, pero la relación se termina mutuamente rápidamente después de que Victor se enamora de otra chica. 
Nico se volvió muy aislada e inestable después de los eventos de Avengers Arena, donde fue desmembrada, resucitada y, finalmente, sobrevivió a Mundo Asesino, casi sin contacto con los Runaways, ni siquiera ignorando el cumpleaños de Molly. Ella explica que fue destruida después de los eventos de la Arena, estaba aterrorizada de sus nuevos poderes y probablemente sufría de TEPT grave, y ver a Chase volver a la normalidad después de que la experiencia solo la hizo sentir más herida. 

## Lista de hechizos

### Vol. 1
- "Quieta" (Paralizó a la madre de Gertrude Yorkes en el sitio). Vol. 1 #5
- "Quietos" (Hechizo fallido por usarlo por segunda vez. Creó una bandada de pelícanos). Vol. 1 #7
- "Humo" (Hizo que el Báculo de Uno expulsara una densa capa de humo negro). Vol. 1 #8
- "Fuera" (La teletransportó fuera de la habitación). Vol. 1 #9
- "Lodo" (Disparó barro del extremo superior del báculo). Vol. 1 #9
- "Estallad" (Explotó dos latas de spray). Vol. 1 #11
- "Rock and Roll" (Hizo temblar una cueva subterránea)Vol. 1 #14
- "Sumergible" (Creó una burbuja gigante capaz de pilotar, en la que los Runaways pudieron sumergirse hasta la guarida de los Gibborin). Vol. 1 #15
- "Flotad" (Elevó en el aire a los padres de Chase). Vol. 1 #16
- "Baila" (Canceló la parálisis causada por los padres de Nico hacia ella. Conjurado por Alex Wilder.) Vol. 1 #17
- "Esclaviza" (Alex Wilder usó este hechizo para atar e inmovilizar a karolina con una cadenas hechas del mismo metal alienígena que anula sus poderes). Vol. 1 #17
- "Manos fuera" (Destruyó los Fistigons, los guantaletes de Chase). Vol. 1 #17
- Hechizo de resurrección sin nombre (Utilizado para tratar de resucitar a Alex Wilder). Ocurrido entre Vol. 1 #17 and #18, revelado su efecto en Vol. 2 #2

### Vol. 2
- "Desmóntate" (Rompió a un delincuente en varias partes, las cuales volverán a unirse pasadas una hora, más o menos). Vol. 2 #1
- Sin invocación (Creó una pequeña y tridimensional figura de Alex Wilder). Vol. 2 #2
- "Flashback" (Vio el futuro a través de los recuerdos de la mente de la versión futura de Gert). Vol. 2 #2
- "Pirotecnia" (Lanzó rayos de energía). Vol. 2 #2
- "A chuparla" (Causó que las turbinas de Turbo girasen al revés). Vol. 2 #3
- "Aislamiento" (Previno que Victor Mancha usara sus poderes eléctricos). Vol.2 #4
- "Brilla, maldito diamante." (Atrapó temporalmente a Ultrón en un diamante). Vol.2 #6

## Relaciones con otros Runaways
Nico es una persona muy emocional y ha expresado repetidas veces dificultades para saber con precisión lo que está sintiendo. Nico le admite a Victor que tiene una tendencia a buscar consuelo después de situaciones altamente emocionales o períodos de estrés. No obstante, ella suele ser muy abierta cuando trata de expresar sus sentimientos y, por lo tanto, ha podido conectarse con muchos de los Runaways en un nivel emocional y mantener muchas amistades cercanas a lo largo de la serie. A lo largo de los años, Minoru tiene relaciones románticas con varias personas, incluido Alex Wilder, por cuya traición está devastada, y Victor Mancha. Ella tiene un tiempo confuso y frustrante con los sentimientos mutuos entre ella y Karolina, sin embargo, una relación romántica nunca se desarrolló ya que su tiempo nunca pareció funcionar.

### Alex Wilder
En el primer volumen, Nico y Alex comparten una breve relación. Ella lo besa por primera vez durante el intento de rescate de la Runaway, Molly Hayes; más tarde se revela que Alex fue el primer beso de Nico. Ella besa y expresa amor por Alex después de que él la salve del vampiro Topher; Se acepta generalmente que Nico y Alex son una pareja en este punto. A pesar de su amor por Alex, Nico elige unirse a los Runaways después de que Alex revela su plan para llevarla al nuevo mundo de los Gibborim con sus padres, estableciendo firmemente su dedicación al equipo y su fuerza de carácter. Sin embargo, a pesar de la traición, Nico demuestra estar dispuesto a perdonar cuando intenta resucitar a Alex sin éxito, y afirma que aunque Alex era un traidor, no merecía la muerte. En Mystic Arena ambientada en el volumen uno, ella todavía lo extraña y lo ama. Durante los eventos de Avengers Undercover, Alex es resucitado por Daimon Hellstrom para convertirse en tutor de Nico en estrategia de batalla. Ella recuerda su pasado afecto por él; sin embargo, ahora es reemplazado por sueños de asesinato de él y la molestia de sus intentos de coquetear con ella. Ella le dice "lo que solíamos ser... eso está muerto". Después de que Chase se lesionó en la batalla y se fue de coma, ella está devastada y se culpó a sí misma. Nico momentáneamente dejó de ser bueno porque seguía saliendo mal y lastimaba a las personas que ama. Decidió "hacer lo incorrecto" para sentirse bien, y reavivó brevemente su romance con Alex antes de que él la traicionara. Y una vez más, tomaron caminos separados mientras luchaba junto a los superhéroes, mientras que Alex se unió al equipo de supervillanos, Jóvenes Maestros.

### Karolina Dean
Los sentimientos de Karolina por Nico fueron insinuados en todo el volumen 1, y terminaron con Karolina tímidamente sonrojándose cuando Nico dice que ha renunciado a los niños. Sin embargo, los sentimientos de Karolina no se expresaron explícitamente hasta que ella intentó besar a Nico. Nico inmediatamente rechazó a Karolina; Sin embargo, cuando Karolina decide viajar a su planeta de origen Majesdane con Xavin, Nico esta angustiada por perder a su amiga. Los Fugitivos impiden que Nico lance un hechizo para traer de vuelta a Karolina a la Tierra. Meses más tarde, Chase atrapa a Nico tirando la ropa de Karolina por el piso para recordarlo y le dice: "No me dolió tanto cuando Alex nos traicionó. Ni siquiera me dolí así cuando nuestros padres murieron". Después de que Karolina regresa, Nico se llena de alegría y la abraza, diciendo que se sentía completamente sola con Karolina. Su amistad es ocasionalmente tensa, debido a los sentimientos no correspondidos de Karolina hacia Nico y los sentimientos conflictivos de Nico hacia las relaciones de Karolina. Cuando el grupo vuelve a la banda un tiempo después, Nico intentó besar a Karolina, revelando sus posibles sentimientos románticos. Sin embargo, Karolina la rechazó, Julie Power, y lo descartó como el hábito de Nico de buscar la comodidad física en momentos de estrés. Tras la separación de Julie y Karolina, Karolina invitó a Nico a asistir al baile de caridad de la fundación legítima de sus padres con ella. Mientras estaba allí, el nerviosismo habitual de Karolina fue reemplazado por una nueva confianza debido al apoyo de Nico, ya que ella "siempre la ha visto de verdad". Nico confesó durante mucho tiempo que estaba confundida acerca de sí misma por lo que no podía verla claramente. Nico sabe quién y qué quiere ahora y le pide a Karolina que le dé una segunda oportunidad. Karolina estaba sorprendida y un poco asustada, pero las dos se besaron, comenzando una relación.

### Chase Stein
Nico admite que proporciona un papel maternal a la persona que rompe las reglas de Chase. La pareja se mantiene un gran respeto mutuo a pesar de que a menudo no está de acuerdo con las decisiones de los grupos principales, incluido el sitio de entierro de Gert y lo que permite a Victor unirse al equipo. Chase se preocupa por la seguridad y el bienestar de Nico, como lo demuestra cuando consoló a Nico después de la partida de Karolina, y cuando tomó el Bastón del Uno de Nico para destruirlo y darle una vida normal. Después de que Chase escapó de un encuentro fatal con el señor de las drogas, Pusher-Man, Nico lo besa. Esto causa una ruptura en su amistad y en la relación de Gert y Chase. Nico también es la única persona a la que Chase se despide antes de partir para sacrificarse por los Gibborim, que Nico interpreta como un grito de ayuda. Siguiendo su aventura en 1907, la amistad de Chase y Nico parecía ser más estable después de que Chase superó el dolor por Gert. En el volumen 3, número 13, los dos comparten un beso sorprendente e íntimo. Más tarde, ambos fueron secuestrados juntos por Arcade para participar en su última encarnación de Mundo Asesino. Allí, Nico comenzó a desarrollar una relación de amor y odio con Chase. Ella reprendió repetidamente a Chase por actuar fuera de lugar y arriesgar sus vidas. Durante los eventos de la arena, Nico estaba enojado con Chase por actuar de manera diferente o poco confiable, incluso expulsándolo del grupo en algún momento. A pesar de esto, Chase planeaba proteger a Nico y asegurarse de que ella, y no él mismo, sobreviviría a Mundo Asesino. Después de los eventos de la Arena, Nico se volvió solitario, mientras que Chase se convirtió en el único guardián de los Runaways. Nico estaba enojado porque Chase había vuelto a su antiguo yo después de Mundo Asesino, mientras ella pensaba que estaba destrozada.

### Gertrude Yorkes
Gert y Nico habían sido amigas íntimas desde su nacimiento. Después de la muerte de Gert, Nico le dice a Victor (mientras llora) que Gert le había enviado sus muñecas My Little Pony al bosque porque Gert pensaba que deberían ser libres, y Nico había tejido una bufanda púrpura para el cumpleaños número trece de Gert, lo que hizo que Gert se tiñera su cabello de ese color. Nico también le dijo a Gert que si Nico resultaba herida, Gert sería la líder. La amistad de la pareja se rompe brevemente después de que Gert descubrió el beso de Nico con Chase después de su encuentro con el Pusher Man. Su caída causó mucha fricción en el grupo. Nico y Gert finalmente resolvieron sus diferencias con un breve ataque de insultos. A pesar de la actitud cínica de Gert, rara vez discutía sobre las decisiones de Nico y, por lo general, estaba dispuesta a apoyar a su amiga. Nico experimenta la culpabilidad del sobreviviente después de que Gert muere, sabiendo que el asesino de Gert, Geoffrey Wilder, había querido matar a Nico.

### Victor Mancha
Nico explica que ella busca la comodidad física después de períodos de estrés. Mientras que Victor expresa sentimientos por Nico, ella pide tiempo solo para aclarar su mente y resolver sus sentimientos, de manera muy parecida a cómo trató inicialmente con Alex y Karolina después de que cada uno expresara sus sentimientos por Nico. Sin embargo, Nico admite que Victor es realmente un buen tipo y no le importaría estar en una relación con él. Victor llama a Nico su novia cuando intenta salvarla de Chase, y aunque se encuentra en una situación de rehenes, Nico todavía reprende a Victor por llamarla así. Los dos finalmente se convierten en una pareja. Sin embargo, la relación es breve cuando Víctor se enamora de Lillie, una niña despreocupada de 1907. Intentando convertirse en una mejor persona, Nico, al ver que Víctor y Lillie están enamorados, se hace a un lado y decide seguir siendo amigos incluso después de que Lillie decida quedarse en el pasado.

## En otros medios

### Televisión
Nico Minoru aparece en una serie de televisión ambientada en el Universo cinematográfico de Marvel.
- Nico Minoru aparece en la serie de televisión Hulu, Runaways (2017 - 2019), interpretada por Lyrica Okano.[81] Esta versión de Nico se convirtió en una gótica después de la muerte de su hermana Amy.[82] Luego de descubrir accidentalmente la existencia y los poderes del Bastón de Uno, su madre le da instrucciones sobre cómo usarla.[83] Nico se acerca más a Alex mientras los dos investigan el misterio que rodea a la muerte de Amy,[84] pero Nico más tarde rechaza a Alex cuando se entera de que Alex le ocultó información.[85] Más tarde, Karolina besa a Nico, revelando sus sentimientos;[86] las dos comienzan una relación.[87]En el episodio de la temporada 2, "Bury Another", su relación con Karolina termina, al escuchar que Jonah, el padre de Karolina, fue quién mato a Amy, hasta con el tiempo se reúnen nuevamente.
- Una versión de realidad alternativa de Nico aparecerá en la serie animada de Disney+ Your Friendly Neighborhood Spider-Man (2025), con la voz de Grace Song.[88]Esta versión es la compañera de clase de Peter Parker en la Escuela Midtown High.[89]

### Videojuegos
- Nico Minoru aparece como un personaje jugable en el juego de Facebook Marvel: Avengers Alliance. Ella es el héroe de la recompensa de la decimoquinta Operaciones Especiales, titulado "Game On", que se basa en la historia de Avengers Arena y que más tarde sería un personaje contratado en general.
- Nico Minoru es jugable en el juego móvil Marvel Future Fight.[90]
- Nico Minoru aparece en Marvel Avengers Academy, con la voz de Maya Tuttle.
- Hermana Grimm aparece en Marvel's Women of Power DLC para Pinball FX 2.[91]
- Nico Minoru se puede jugar en el juego móvil Marvel Puzzle Quest.[92]
- Nico Minoru es un personaje jugable en Lego Marvel Super Heroes 2.[93] Aparece en el DLC "Runaways".
- Nico Minoru es un personaje jugable en Marvel Contest of Champions.[94]